# Lattosio
Il lattosio è un disaccaride e uno zucchero riducente destrogiro, forma un osazone ed esiste nelle forme anomeriche α e β che danno mutarotazione. Esso costituisce il 5% circa del latte dei mammiferi con diversa distribuzione nelle diverse specie e soprattutto diverso contributo calorico percentuale del latte stesso.
La molecola del lattosio è costituita da una molecola di D-galattosio e da una di D-glucosio unite da un legame glicosidico (acetalico) β(1−4). È l'unità del glucosio ad avere il gruppo aldeidico "libero" responsabile delle proprietà riducenti del lattosio che con fenilidrazina forma l'osazone ed è ossidato ad acido. La molecola di glucosio dà l'equilibrio di anomerizzazione e pertanto il lattosio è uno zucchero riducente e dà mutarotazione.

## Fonti
Il lattosio rappresenta il 98% degli zuccheri presenti nel latte.
Il lattosio è contenuto, oltre che nel latte – circa il 40% della massa secca del latte vaccino e il 3,5–4% del tal quale –, anche nei suoi derivati (formaggi e yogurt) e in prodotti a base di siero di latte. In particolare nel siero il lattosio costituisce circa il 70% della massa secca e il 4,2% sul tal quale e può essere isolato per concentrazione e successiva cristallizzazione.
Nel latte vaccino intero è presente dal 4,9 al 5,3% in peso, mentre nel latte umano raggiunge il 7%.. In un latte colostrale va dal 2,2 al 3,0% e in un latte mastitico è inferiore al 3,0%.
Alcuni derivati del latte mantengono percentuali di lattosio simili (p.es. lo yogurt intero 4,3%, la panna 3,4%, la ricotta vaccina 3,5%), altri minori anche se non trascurabili (p.es. il burro 1,1%, la mozzarella 0,7%, che varia in base alla provenienza di latte, quello bufalino contiene un decimo del lattosio di un latte vaccino). Tra i formaggi, alcuni hanno ancora percentuali significative (p.es. emmenthal 3,6%) mentre altri hanno percentuali basse (p.es. il gorgonzola 1,0%) o del tutto trascurabili (p.es. parmigiano, brie, stracchino).
Va anche segnalato che lo yogurt, pur contenendo lattosio, contiene anche un enzima affine alla lattasi, prodotto dallo Streptococcus thermophilus, che ne facilita la digestione da parte delle persone intolleranti.

## Intolleranza
L'introduzione del latte extraspecie nell'alimentazione umana è un fatto cronologicamente piuttosto recente, da riferirsi a una mutazione genetica occorsa in certe popolazioni umane in un periodo non posteriore agli ultimi 7 000 anni, indispensabile per la digestione (idrolisi) del disaccaride in zuccheri semplici e quindi per l'utilizzo del lattosio da parte del nostro organismo. La distribuzione nell'uomo di questa mutazione non è omogenea, ma varia considerevolmente per individuo ed etnia.
Non si tratta quindi di un'allergia che al contrario nei soggetti predisposti viene scatenata dalle proteine contenute nel latte, ma di una difficoltà più o meno accentuata nella digestione del lattosio, causata dalla mancata persistenza di lattasi in età adulta.
In molte pubblicità commerciali di latte e latticini viene evidenziata l'assenza di lattosio per una maggiore digeribilità del prodotto anche in assenza di conclamati sintomi di intollerabilità da parte del consumatore. Tale assenza viene garantita trattando industrialmente il latte con l'enzima lattasi, che ne causa l'idrolisi convertendolo in glucosio e galattosio.